# Юр'ямпіль

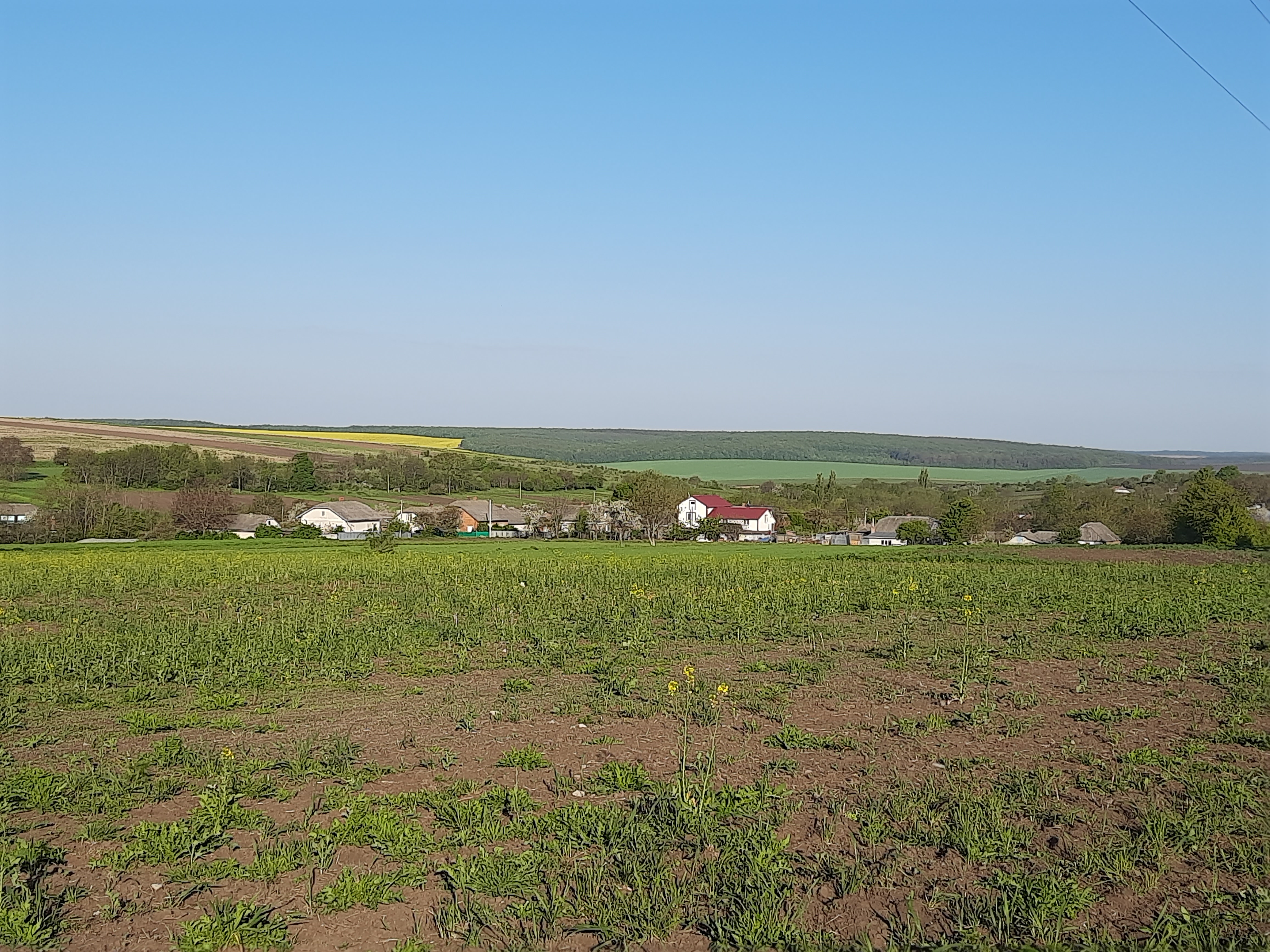
Вигляд на село

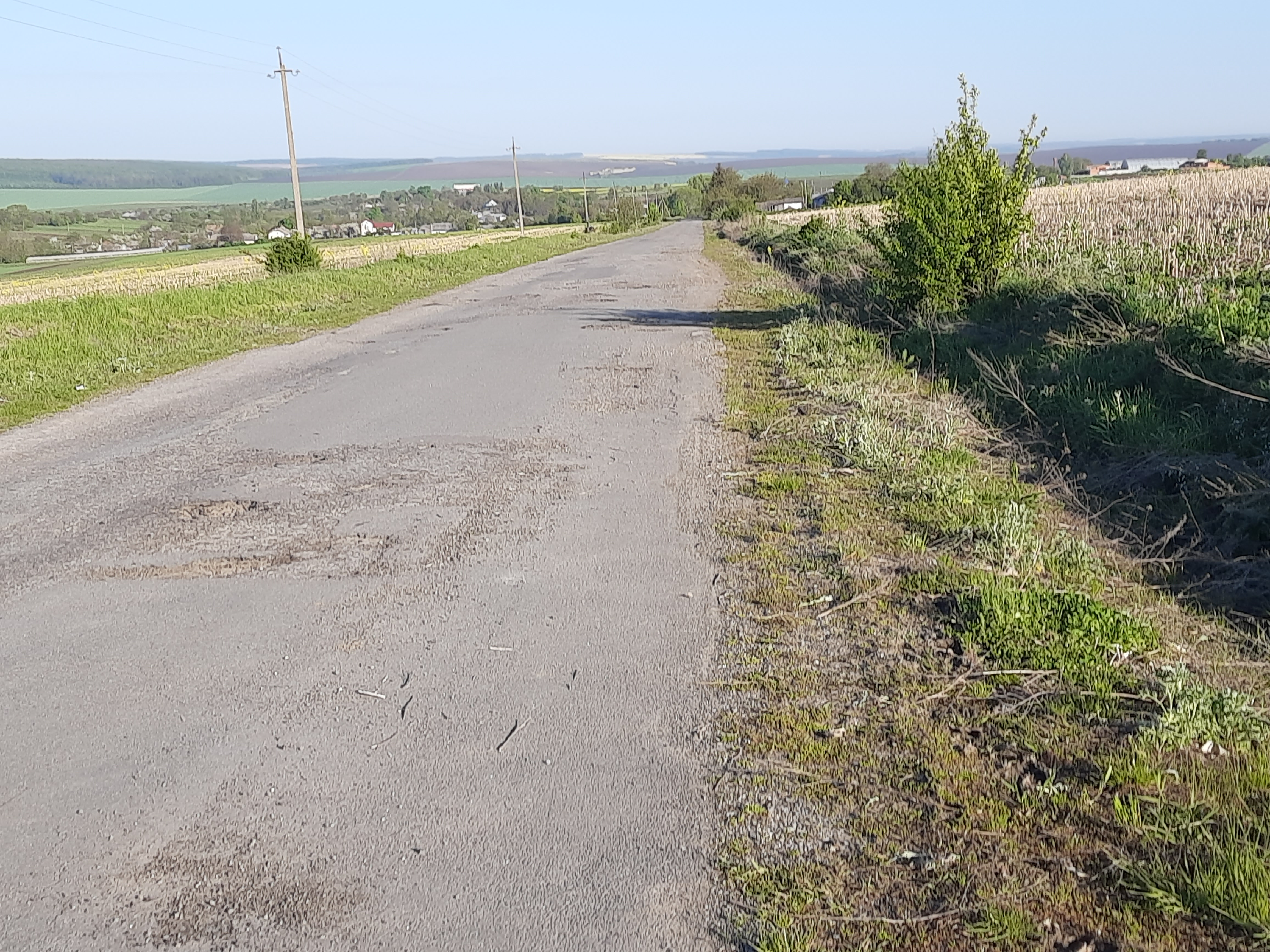
Дорога в село

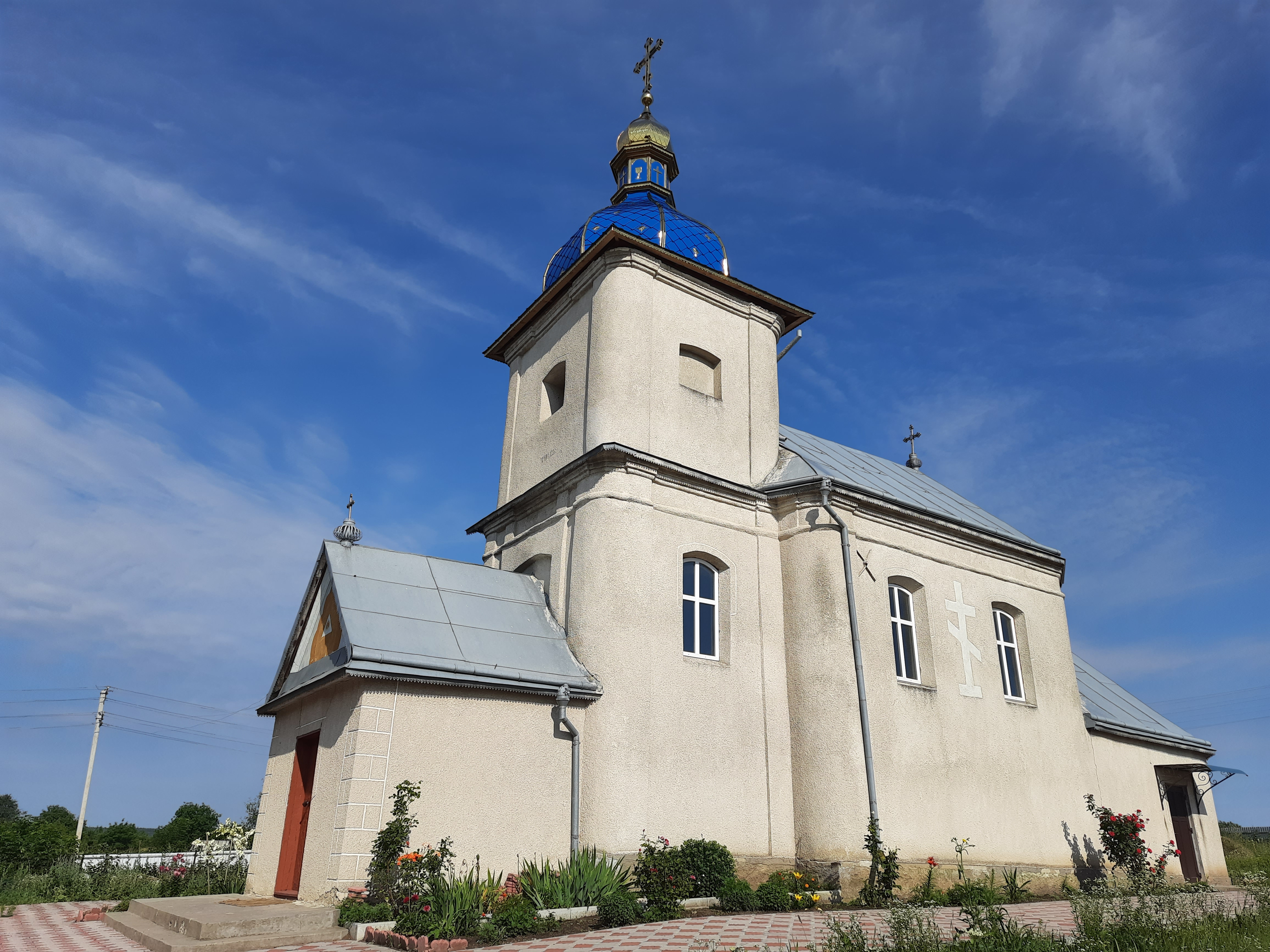
Церква Святого Димитрія

Юр'я́мпіль — село в Україні, Тернопільська область, Чортківський район, Більче-Золотецька сільська громада. Розташоване на півдні району.
Підпорядковувалося колишній Більче-Золотецькій сільраді.
Населення — 269 осіб (2014).

## Назва
Імовірно, поселення заснував на початку 14 століття галицький князь Юрій, син Лева, і воно отримало назву від його імені. За версією М. Крищука, назва утворена від коренів "Юр" і "Ян" та елементу "піль" – "поле". 
Можливе трактування від кореня "ям" (яма, видолинок) – "поселення Юрія у видолинку".

## Географія
Село лежить у зоні помірно континентального клімату. Юр'ямпіль розташований у «теплому Поділлі» — найтеплішому регіоні Тернопільської області.
Село розташоване на відстані 381 км від Києва, 93 км — від обласного центру міста Тернополя та 10 км від міста Борщів.

## Історія
Відоме від 17 століття.
За Австро-Угорщини діяла однокласна школа з польською мовою навчання; за Польщі – двокласна з польською мовою навчання.
1903 р. у Юр’ямполі була заснована бібліотека.
Напередодні Першої світової війни у селі створені філії товариств "Просвіта" з читальнею, "Сільський господар", "Луг".
За польськими статистичними даними, в селі: 1921 року – 178 дворів (740 осіб), 1931 року – 183 двори (785 осіб). Загальна поверхня – 703 га (в тому числі 222 – двірської посілості), з того орного поля – 621 га.
Після 1927 року організована кооператива "Згода" (об’єднувала 38 осіб, голова Михайло Дерешівський).
Від вересня 1939 року село – під радянською владою, яка почала "полювання" за членами ОУН, інтеліґенцією, просвітянами, національно свідомою молоддю.
Від 5 липня 1941 до 6 квітня 1944 р. село – під німецькою окупацією; на примусові роботи до Німеччини нацисти вивезли чимало молодих людей.
Багато мешканців села загинуло в ОУН і УПА, членів їхніх сімей заслано на каторжні роботи в Сибір терміном від 10 до 25 років, зокрема, Ганну Іванишин, Марію Товарніцьку, Параску Шкільняк та інших; їхнє майно конфісковане. У книзі "Реабілітовані історією" (Тернопіль, 2008 р.) зафіксовано 9 репресованих уродженців Юр'ямполя, серед них розстріляний в м. Одеса Михайло Ховрун (1892–1938).
На фронти Другої світової війни зі села було призвано 320 осіб (у т. ч. 36 – членів і симпатиків ОУН); загинули Дмитро (1908–1944, Росія) і Михайло (1910–1944, Східна Пруссія) Деренюки, Микола Дерешівський (1921–1944, Росія), Василь (1910–1945, Сх. Пруссія), Дмитро (1904–1944, Литва) й Михайло (1909–1945, Сх. Пруссія) Іванишини, Федір Костюк (1913–1944, Латвія), Адам Рудяк (1924–1944, Сх. Пруссія), Степан Стрільчук (1924–1944, Литва), Дмитро Товарницький (1911–1945, Литва); 11 пропали безвісти: Дмитро (1925–1945), Іван (1925–1944), Степан Дерешівський (1910–1944), Степан Дерешівський (1896–1944), Йосип (1914–1945) і Степан (1908–1944) Іванишини, Федір Ковбінька (1908–1944), Кароль Лесюк (1912–1944), Карл Лисак (1911–1944), Степан Луцик (1911–1944), Михайло Цимбалюк (1923–1945).
Протягом 1945–1946 років у село переселили 49 родин із Лемківщини, Підляшшя і Холмщини (Польща).
До 19 липня 2020 р. належало до Борщівського району.
З 12 вересня 2016 р. належить до Більче-Золотецької сільської громади. До цього підпорядковувалося Більче-Золотецькій сільській раді.

## Релігія
- церква святого Димитрія (1840, мурована, ПЦУ),
- церква святого великомученика Димитрія (УГКЦ).

## Пам'ятники
Споруджено пам'ятник воїнам-односельцям, полеглим у Другій світовій війні (1990), встановлено пам'ятний хрест на честь скасування панщини (19 століття), пам'ятну табличку на честь Ярослава Кондри (1990).

## Населення
За австрійською статистикою 1900 року, в громаді було: 440 греко-католиків, 369 римо-католиків, 12 євреїв, мова: 440 осіб – українська, 381 – польська; на фільварку – 27 греко-католиків, 13 римо-католиків, 10 євреїв; мова: 31 особа – українська, 19 – польська.
Національний склад населення у сусідньому селі Королівці та Юр’ямполі в 1938 р. такий: 2100 осіб – українці, 1040 – поляки, 1400 – євреї.
Згідно з переписом УРСР 1989 року чисельність наявного населення села становила 361 особа, з яких 167 чоловіків та 194 жінки.
За переписом населення України 2001 року в селі мешкали 352 особи. 100 % населення вказало своєю рідною мовою українську мову.

## Економіка
У селі є цегельний завод, торговельний заклад.
У 1948 році створено колгосп (перший голова правління – Михайло Дерешівський), у 1957 р. приєднаний до господарства с. Монастирок, з центром у Юр’ямполі; 1959 року приєднаний до колгоспу с. Більче-Золоте.
1993 року створено спілку селян "Юр’ямпіль" (голова – Володимир Чопик). За час його керівництва збудовано зерноочисний тік, машиннотракторну майстерню; тверде покриття вкладено на 1,5 км дороги.

## Освіта
Працюють загальноосвітня школа 1 ступеня та бібліотека.

## Охорона здоров'я
У селі є фельдшерсько-акушерський пункт.

## Відомі люди

### Народилися
- Ярослав Кондра - український поет, перекладач
- краєзнавець, видавець Мирослав Мошак.